# Paul Westmacott Richards
Pour les articles homonymes, voir Richards.
Paul Westmacott Richards est un botaniste et un écologue britannique, né le 19 décembre 1908 à Walton-on-the-Hill (Surrey) et mort le 4 octobre 1995. C’est un pionnier des recherches écologiques sur les forêts tropicales humides.

## Biographie
Il est le benjamin des quatre fils du docteur H. Meredith Richards, qui obtient, en 1911, un poste important dans les services de santé de Cardiff. Influencé durant son enfance par la botaniste Eleanor Vachell (1879-1948), il rejoint le Botanical Exchange Club (qui deviendra plus tard la Botanical Society of the British Isles) dont il est l’un des plus jeunes membres. Avec Arthur Edwin Wade (en) (1895-1989), conservateur de l’herbier du Musée national du pays de Galles, Richards commence à s’intéresser aux mousses et rejoint, en 1920, le Moss Exchange Club (future British Bryological Society (en)). Les grandes connaissances de ce jeune garçon impressionnent profondément le bryologiste Daniel Angell Jones (1861-1936) avec qui il entretient une correspondance suivie.
La famille Richards s’installe à Londres en 1920, et Paul Richards commence à fréquenter le South London Botanical Institute. Durant les sorties d’herborisation, il se lie avec David Guthrie Catcheside (1907-1994). Un séjour de quatre mois à Zurich (1925), lui permet de rencontrer le spécialiste Carl Joseph Schröter (1855-1939) qui l’invite à se joindre à plusieurs excursions botaniques. Il fréquente l’University College de Londres (1925-1927) et entre au Trinity College. Il se lie d’amitié avec Edmund Frederic Warburg (en) (1908-1966) et Thomas Gaskell Tutin (1908-1987). C’est durant ses études à Cambridge qu’il commence à s’intéresser aux forêts tropicales humides. Il est convié par son frère aîné, l’entomologiste Owain Westmacott Richards (en) (1901-1984) à se joindre à une expédition scientifique en Guyane britannique afin d’assister le botaniste Noel Yvri Sandwith (de) (1901-1965). Paul Richards paraît si fragile au responsable de l’expédition, le major Richard William George Hingston (1887-1966), qu’il doute de sa survie. Ce voyage participe de l’intérêt de Richards pour la forêt tropicale humide. En 1938, il devient démonstrateur de botanique à l’université de Cambridge. Richards consacre ses premières publications aux mousses britanniques, mais il étudiera, après la guerre, aux espèces d’Afrique. En 1950, il fait paraître un guide sur ces plantes, A Book of Mosses.
Encouragé par la botaniste Agnes Arber (1879-1960), il conçoit une étude comparative d’échantillons de forêts en Amérique du Sud, en Afrique et en Malaisie. Richards s’inspire de Pflanzenleben de Carl Joseph Schröter (1855-1939). Il réalise plusieurs missions scientifiques. Sa première publication scientifique date de 1933 et est signée avec Thomas Arthur Warren Davis (1899-1980). Richards se lance dans l’écriture d’un livre sur les forêts tropicales humides. La Seconde Guerre mondiale vient interrompre ce projet. Durant la guerre, il est chargé par le gouvernement de trouver des Frangula alnus, utilisées pour faire du charbon de bois utilisé pour la production d’électricité, car les importations du nord de la France avaient été interrompues. Un peu plus tard, il participe à la réalisation de guides géographiques produits par les services secrets de la marine. Son livre sur la forêt tropicale humide paraît après la guerre sous le titre de The Tropical Rain Forest (1950). Parmi les nombreuses observations qu’il réalise est celle des étrangleurs : des plantes d’abord épiphytes, mais qui font après des racines, parfois après avoir tué leur support. Il reçoit un Doctorat of Sciences (1954) de l’université de Cambridge. Son livre connaîtra six rééditions revues et corrigées (la dernière datant de 1979) et sera traduit en chinois, en japonais et en russe. En 1970, il fait paraître un ouvrage de vulgarisation, The Life of the Jungle, où il popularise l’idée que la forêt tropicale humide est un système dynamique et insiste sur le rôle joué par les animaux. Il montre un intérêt de plus en plus grand pour la conservation des forêts tropicales humides qui lui valent la reconnaissance du pays : Richards est fait commandeur de l’ordre de l'Empire britannique en 1974. Il participe à une commission d’enquête sur les effets de l’épandage d’herbicide au Viêt Nam par les troupes américaines.
Richards joue un grand rôle dans la réalisation de The Biological Flora of the British Isles, publication qu’avait lancée Edward James Salisbury (1886-1978) en 1928. Richards entre, aux côtés d’Arthur Roy Clapham (1904-1990) et de William Harold Pearsall (1891-1964), dans le comité éditorial de ce projet.
En 1949, Richards est nommé professeur de botanique à l’University College du nord du Pays de Galles (aujourd’hui université Bangor), fonction qu’il conserve jusqu’à son départ à la retraite en 1979. Il continue à faire paraître des publications sur la forêt tropicale humide comme sur les mousses. Plusieurs de ses anciens étudiants, G. C. Evans, Peter Greig-Smith (en) (1922-2003), A. D. Bradshaw, Charles Henry Gimingham (en) (1923-).
Richards est membre de diverses sociétés savantes et organisations scientifiques comme le Nature Conservancy, la British Ecological Society (qu’il préside de 1961 à 1963 et dirige sa publication, Journal of Ecology, de 1956 à 1963), la British Bryological Society (en) (qu’il préside de 1949 à 1951 et de 1977 à 1979), de la Société linnéenne de Londres (qui lui décerne la médaille linnéenne en 1979).
John Patrick Micklethwait Brenan (1917-1985) lui dédie les espèces Soyauxia richardsiana et Medusandra richardsiana en 1952.

## Note
1. ↑  I think we will take young Richards but I doubt whether we will bring him back.

## Source
- Arthur J. Willis (1996). Obituary: Paul Westamacott Richards, CBE (1908-95), Journal of Ecology, 84 (5) : 795-798.  (ISSN 0022-0477).